# Dây đai (cơ khí)

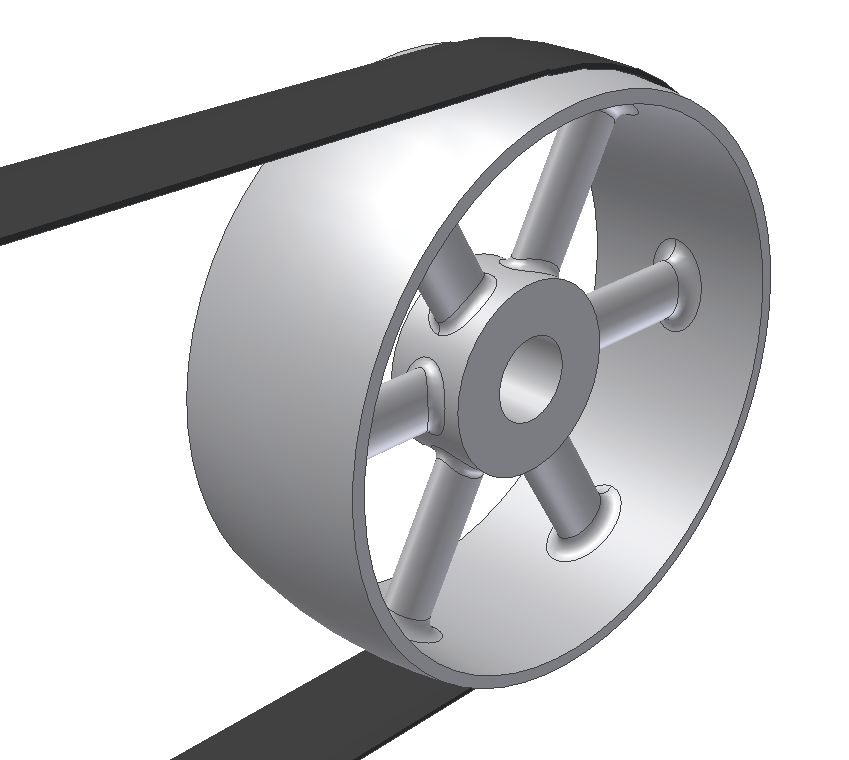
Đai phẳng

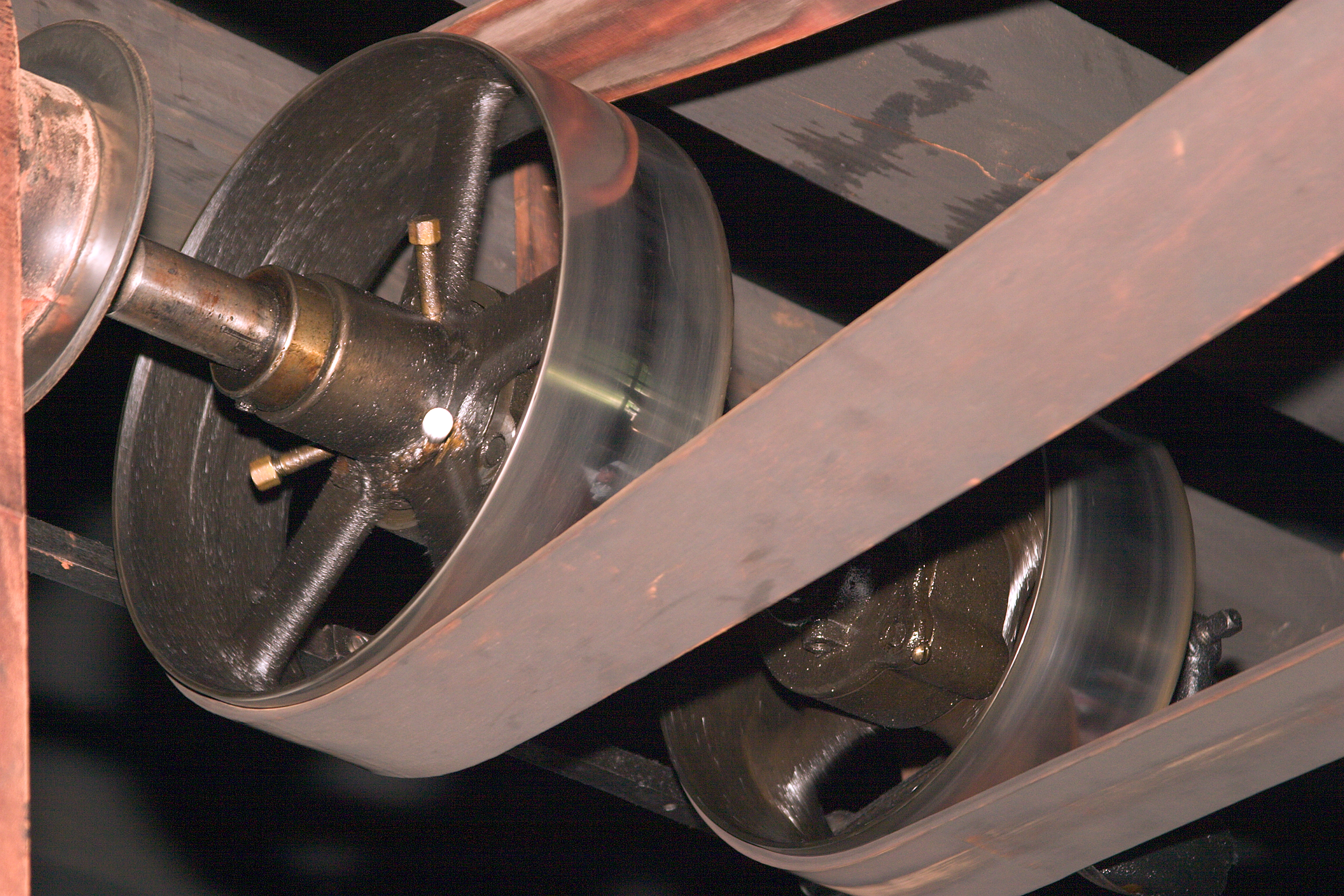
Truyền động bằng dây curoa phẳng ở Bảo tàng Hagley

Dây đai, hay còn gọi là hệ truyền động đai, dây curoa (từ tiếng Pháp: courroie, tiếng Anh: belt drive) là một vòng dây bằng vật liệu dẻo được dùng để liên kết cơ học giữa hai hoặc nhiều trục quay, thường chuyển động song song. Dây curoa có thể được sử dụng như một hệ truyền động để truyền cơ năng hoặc để theo dõi chuyển động tương đối. Các dây đai được mắc vòng qua các puli, có thể song song hoặc nối xoắn giữa các puli, khi đó các trục quay không cần song song. Hầu hết các loại đai truyền động thường có dạng phẳng làm bằng vật liệu như nhựa TPU, da, cao su, hoặc sợi bện gắn trên những puli hình trụ tròn, hoặc có dạng chữ V (còn gọi là "đai chữ V", "đai truyền hình thang") gắn trên puli có rãnh. Để tạo ma sát bám vào các puli khi quay, đai truyền cần được điều chỉnh độ căng vừa đủ.
Bộ truyền động đai, cũng giống với xích truyền động, có thể được sử dụng để truyền lực cơ học giữa hai trục quay. Truyền động đai thường rẻ hơn bánh răng và rất phù hợp để truyền công suất giữa các trục cách xa nhau hoặc truyền động giữa những trục không song song. Trong hệ thống hai ròng rọc (puli), thông thường dây đai có thể dẫn động các puli theo một hướng (chuyển động giống nhau nếu trên các trục song song), hoặc dây đai có thể bắt chéo, sao cho hướng của trục dẫn động bị đảo ngược (hướng ngược lại với bộ dẫn động nếu trên trục song song). Do có thể là nguồn truyền động, một trong những ứng dụng của dây curoa là băng tải, trong đó băng tải được điều chỉnh để di chuyển tải liên tục giữa hai điểm. Bộ truyền động đai cũng có thể được sử dụng để thay đổi tốc độ quay (tăng hoặc giảm tốc độ), bằng cách sử dụng các puli có kích thước khác nhau.